# Église de l'Immaculée-Conception de Chicago

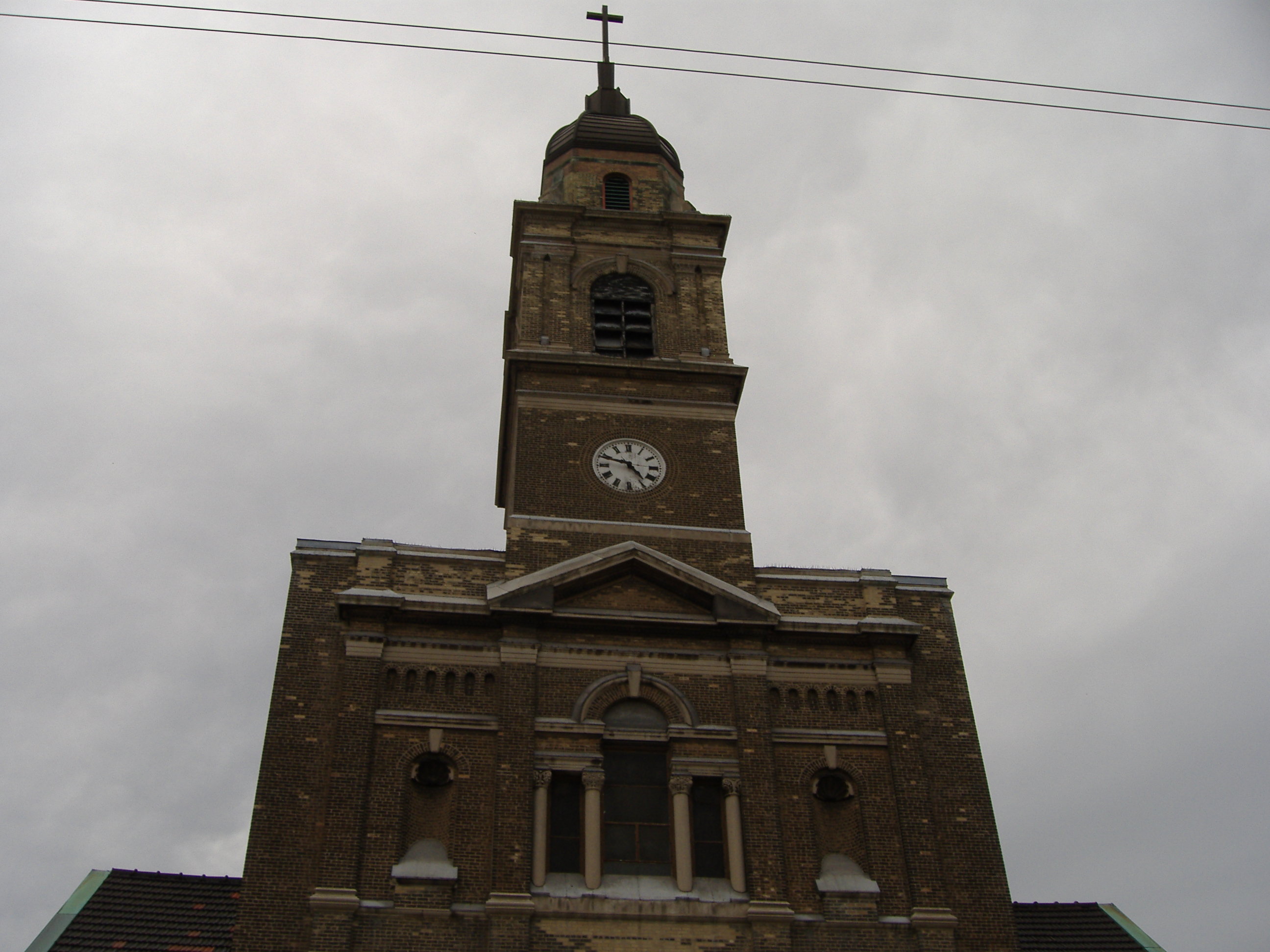
Clocher de l'église.

L'église de l'Immaculée-Conception (en anglais : Church of the Immaculate Conception; en polonais Kościół Niepokalanego Poczęcia Najświętszej Maryi Panny ) est une église catholique de la ville de Chicago située au 2745 West 44th Street. 
C'est un exemple remarquable d'église de style « cathédrale polonaise » à cause de son opulence et de ses dimensions. 
Elle domine avec l'église Saint-Michel-Archange le secteur de South Chicago. Elle dépend de l'archidiocèse de Chicago.

## Historique
La paroisse a été fondée en 1882 par des immigrés polonais. C'est la première paroisse polonaise du quartier ouvrier de South Chicago connu pour ses aciéries. Elle a été ensuite divisée trois fois pour former la paroisse Saint-Michel-Archange, la paroisse Sainte-Bronislawa et la paroisse Sainte-Marie-Madeleine. L'école paroissiale a été en activité de 1882 à 1982, date de sa fermeture à cause du manque d'effectifs. L'école a rouvert en 1998 après seize ans d'inactivité sous la direction des Filles de Marie Immaculée de Guadeloupe.

## Architecture
L'édifice a été construit selon les plans de Martin A. Carr et terminé en 1899. Comme beaucoup d'églises polonaises de Chicago, son style néo-renaissance rappelle la glorieuse époque polonaise des XVe et XVIe siècles. L'église a été restaurée en 2002 avec de nouveaux autels dessinés par la maison Franck & Lohsen de Washington et un nouveau parvis a été ajouté au nord de l'église.